# Przemiana izentalpowa
Przemiana izentalpowa – proces termodynamiczny, podczas którego entalpia układu pozostaje stała (H = const), np. dostatecznie powolny przepływ gazu pod wpływem stałej różnicy ciśnień. Przykładem procesu izentalpowego jest efekt Joule’a-Thomsona.